# Zdzisław Kleszcz
Zdzisław Kleszcz – polski samorządowiec, w latach 1991–1994 prezydent Sosnowca.

## Życiorys
Zdobył wykształcenie wyższe magisterskie. Związał się z Komitetem Obywatelskim „Solidarność” w Sosnowcu. Od 7 listopada 1991 do 1 lipca 1994 pełnił funkcję prezydenta miasta. Od 1991 był również delegatem do sejmiku samorządowego województwa katowickiego. Należał do założycieli Komunikacyjnego Związku Komunalnego GOP, od 1991 do 1994 zasiadał w jego pierwszym zarządzie.
W 2010 należał do społecznego komitetu poparcia Jarosława Kaczyńskiego w wyborach prezydenckich.